# Połonna
Połonna (biał. Паланая; ros. Полоная) – wieś na Białorusi, w obwodzie grodzieńskim, w rejonie korelickim, w sielsowiecie Krasna, przy drodze republikańskiej .
W XIX w. dwie wsie. W dwudziestoleciu międzywojennym leżała w Polsce, w województwie nowogródzkim, w powiecie nowogródzkim.